# Ellenton (Flórida)
Ellenton é uma Região censo-designada localizada no estado americano de Flórida, no Condado de Manatee.

## Demografia
Segundo o censo americano de 2000, a sua população era de 3142 habitantes.

## Geografia
De acordo com o United States Census Bureau tem uma área de
12,5 km², dos quais 9,5 km² cobertos por terra e 3,0 km² cobertos por água.

## Localidades na vizinhança
O diagrama seguinte representa as localidades num raio de 16 km ao redor de Ellenton.